# Nazywajewsk
Nazywajewsk (ros. Называевск) – miasto w Rosji, centrum administracyjne rejonu nazywajewskiego w obwodzie omskim, 150 km od Omska.
W 2005 r. miasto liczyło 12 800 mieszkańców.